# Axel Theodor Goës
Pour les articles homonymes, voir Goes (homonymie).
Axel Theodor Goës, né le 3 juillet 1835 dans la paroisse de Röks, comté d'Östergötland, et mort le 20 août 1897 à Stockholm, est un médecin et naturaliste suédois.

## Biographie
Axel Theodor Goës naît le 3 juillet 1835 dans la paroisse de Röks ; il fait partie de la famille noble des Goës.
Il suit ses études à l'université d'Uppsala à partir de 1854 ; il est licencié en médecine en 1864.
En tant qu'étudiant, il participe à la deuxième expédition scientifique d'Otto Torell sur l'île de Spitzberg en 1861, étudie la faune marine autour du Finnmark norvégien la même année et, en 1862, avec le soutien de l'Académie suédoise des sciences, la faune au large de la côte ouest de la Suède.
En 1865, Axel Theodor Goës est nommé gouverneur et médecin de garnison à Saint-Barthélemy, d'où il effectue de vastes relevés de la mer des Caraïbes. Il collecte un grand nombre de spécimens sur les côtes de l'île et dans les grandes profondeurs jusqu'alors peu explorées (750 mètres sous la surface de la mer), qui sont intégrés aux collections du Musée suédois d'histoire naturelle.
En 1870, Axel Theodor Goës démissionne de son poste à Saint-Barthélemy et en 1871, est nommé médecin provincial dans le district de Boxholm. Il occupe le même poste à Visby entre 1879 et 1885 puis dans le district de Kisa entre 1885 et 1895. Lors de la célébration du jubilé de l'Université de Copenhague en 1879, il est nommé docteur honoris causa en médecine. Il écrit plusieurs essais dans "Öfversigt" de l'Académie suédoise des sciences.
Axel Theodor Goës meurt le 20 août 1897 à Stockholm. Il est inhumé au Cimetière du Nord.